# Coenotephria pirinica
Coenotephria pirinica är en fjärilsart som beskrevs av Hans Reisser 1936. Coenotephria pirinica ingår i släktet Coenotephria och familjen mätare. Inga underarter finns listade i Catalogue of Life.